# Selección de fútbol sub-23 de Irán
La Selección de fútbol sub-23 de Irán, conocida también como la Selección olímpica de fútbol de Irán, es el equipo que representa al país en Fútbol en los Juegos Olímpicos, los Juegos de Asia, el Campeonato Sub-22 de la AFC y otros torneos relacionados; y es controlada por la Federación de Fútbol de Irán.

## Palmarés
- Juegos de Asia
  -  : 1

2002
- -  : 1

2010
- VTV-T&T Cup
  -  : 1

2006
- Copa Velayat
  -  : 1

2010
- Copa Ho Chi Minh City
  -  : 1

2010
- Copa Presidente de Turkmenistán
  -  : 1

2008

## Estadísticas

### Juegos Olímpicos
| Fase Final | Fase Final   | Fase Final   | Fase Final   | Fase Final   | Fase Final   | Fase Final   | Fase Final   | Fase Final   |    | Eliminatoria | Eliminatoria | Eliminatoria | Eliminatoria | Eliminatoria | Eliminatoria |
| Sede/Año   | Resultado    | J            | G            | E            | P            | GF           | GC           | GD           | J  | G            | E            | P            | GF           | GC           |              |
| ---------- | ------------ | ------------ | ------------ | ------------ | ------------ | ------------ | ------------ | ------------ | -- | ------------ | ------------ | ------------ | ------------ | ------------ | ------------ |
| 1992       | No clasificó | No clasificó | No clasificó | No clasificó | No clasificó | No clasificó | No clasificó | No clasificó | 8  | 5            | 2            | 1            | 19           | 6            |              |
| 1996       | No clasificó | No clasificó | No clasificó | No clasificó | No clasificó | No clasificó | No clasificó | No clasificó | 4  | 2            | 1            | 1            | 9            | 4            |              |
| 2000       | No clasificó | No clasificó | No clasificó | No clasificó | No clasificó | No clasificó | No clasificó | No clasificó | 4  | 1            | 1            | 2            | 3            | 6            |              |
| 2004       | No clasificó | No clasificó | No clasificó | No clasificó | No clasificó | No clasificó | No clasificó | No clasificó | 6  | 3            | 0            | 3            | 22           | 9            |              |
| 2008       | No clasificó | No clasificó | No clasificó | No clasificó | No clasificó | No clasificó | No clasificó | No clasificó | 6  | 1            | 2            | 3            | 6            | 7            |              |
| 2012       | No clasificó | No clasificó | No clasificó | No clasificó | No clasificó | No clasificó | No clasificó | No clasificó | 4  | 2            | 1            | 1            | 2            | 2            |              |
| 2016       | No clasificó | No clasificó | No clasificó | No clasificó | No clasificó | No clasificó | No clasificó | No clasificó | 4  | 3            | 0            | 1            | 9            | 7            | 2            |
| Total      | 0/5          | -            | -            | -            | -            | -            | -            | 32           | 15 | 6            | 11           | 68           | 39           | 35           |              |

### Campeonato Sub-22 de la AFC
| Fase Final | Fase Final       | Fase Final | Fase Final | Fase Final | Fase Final | Fase Final | Fase Final | Fase Final |   | Eliminatoria | Eliminatoria | Eliminatoria | Eliminatoria | Eliminatoria | Eliminatoria |
| Sede/Año   | Resultado        | J          | G          | E          | P          | GF         | GC         | GD         | J | G            | E            | P            | GF           | GC           |              |
| ---------- | ---------------- | ---------- | ---------- | ---------- | ---------- | ---------- | ---------- | ---------- | - | ------------ | ------------ | ------------ | ------------ | ------------ | ------------ |
| 2013       | Fase de grupos   | 3          | 1          | 1          | 1          | 6          | 5          | +1         | 5 | 4            | 1            | 0            | 13           | 2            |              |
| 2016       | Cuartos de final | 4          | 3          | 0          | 1          | 9          | 7          | +2         | 4 | 3            | 0            | 1            | 15           | 2            |              |
| Total      | 2/2              | 7          | 4          | 1          | 3          | 6          | 7          | -1         | 9 | 7            | 1            | 1            | 28           | 4            |              |

### Juegos de Asia
| Año            | Ronda      | J  | G  | E | P | GF | GC |
| -------------- | ---------- | -- | -- | - | - | -- | -- |
| Busan 2002     | Campeón    | 6  | 4  | 2 | 0 | 16 | 2  |
| Doha 2006      | 3.er lugar | 6  | 4  | 1 | 1 | 10 | 6  |
| Guangzhou 2010 | 4.º lugar  | 7  | 5  | 0 | 2 | 14 | 8  |
| Incheon 2014   |            |    |    |   |   |    |    |
| Total          | 1 título   | 19 | 13 | 3 | 3 | 40 | 16 |

## Entrenadores
- Iraj Soleimani (1980–1982)
- Mahmoud Yavari (1982–1984)
- Iraj Soleimani (1984–1992)
- Hassan Habibi (1992–1994)
- Enver Hadžiabdić (1994) (interino)
- Hans-Jürgen Gede (1994–1995)
- Hassan Habibi (1995)
- Ebrahim Ghasempour (1997–1999)
- Egon Coordes (1999)
- Mehdi Monajati (1999–2002)
- Branko Ivanković (2002–2003)
- Mohammad Mayeli Kohan (2003–2004)
- Hossein Faraki (2004) (interino)
- Renê Simões (2005–2006)
- Vinko Begović (2006–2007)
- Nenad Nikolić (2007–2008)
- Gholam Hossein Peyrovani (2009–2010)
- Human Afazeli (2010–2011)
- Ali Reza Mansourian (2011–2014)
- Nelo Vingada (2014)
- Mohammad Khakpour (2014–2016)
- Amir Hossein Peiravani (2017)
- Zlatko Kranjčar (2018–2019)
- Farhad Majidi (2019)
- Hamid Estili (2019-presente)